# Камиц, Юхан
Юхан Камиц (швед. Johan Camitz; 29 июня 1962, Стокгольм, Швеция — 10 августа 2000, Манхэттен, Нью-Йорк, США) — шведский режиссёр видеороликов для рекламы и музыки.

## Биография
Камиц изучал юриспруденцию и работал несколько лет как скульптор. Позже работал в компании Propaganda Films, где снимал рекламные ролики для компаний Volkswagen, Diesel и Nike. За эти работы Камиц получил несколько наград: серебряный приз D&AD, две золотых Clio Awards и три золотых и серебряную награду «Каннских львов».
В 1996 году Камиц снял дебютный видеоклип группы «Spice Girls» — Wannabe; особенность клипа в том, что он был снят одним кадром, без монтажных склеек. Следующее музыкальное видео Save Tonight, снятое Камицем в 1997 году для шведского музыканта Eagle-Eye Cherry, также выглядит как снятое одним кадром, но эффект был достигнут с помощью монтажа — исполнитель песни играет в клипе несколько разных ролей.

### Смерть
10 августа 2000 Камиц вышел из ресторана на Манхэттене и решил прогуляться, но был сбит внедорожником и скончался в госпитале несколько часов спустя. Обстоятельства смерти стали широко известны из-за своей необычности: водитель за рулём машины, сбившей Камица, был к тому времени уже мёртв — Айвори Дэвис был застрелен в голову Дэмионом Харди в ходе бандитской «разборки» и перед самой смертью успел нажать на педаль газа.